# شيت لوين إبراهيم
شيت لوين إبراهيم، هو محام ومحاسب وسياسي روهينغي سابق. وقد انتخب رئيسًا للبرلمان الميانماري في انتخابات عام 1990. وكان نائب رئيس الحزب الديموقراطي الوطني لحقوق الإنسان. وقد حظر المجلس العسكري البورمي الحزب بعد ذلك، ومنع أعضائه من المشاركة في الانتخابات.

## النشأة والمهنة
ولد إبراهيم في عام 1946 في قرية ميوثوغي في منغدو. والده هو صديق أحمد. ودرس في المدرسة الثانوية الحكومية في منغدو. تخرج من معهد رانغون للاقتصاد بدرجة بكالوريوس تجارة في عام 1967. وحصل على دبلوم الدراسات العليا في التخطيط الاقتصادي من معهد الاقتصاد في رانغون. ثم درس المحاسبة والقانون، وأصبح محاسبًا ومدقق حسابات. انضم إلى وزارة المالية في عام 1967 وعمل هناك حتى عام 1983. ومنذ عام 1984، عمل محامي في المحكمة العليا في رانغون.

## الحياة السياسية
خلال الانتخابات البورمية العامة، 1990، شارك إبراهيم من دائرة منغدو -1 وفاز بالانتخابات بـ 20,045 صوتًا من أصل 64,019 صوتًا. فاز حزبه بأربعة مقاعد في البرلمان البورمي.